# Dolichiscus gaussianus
Dolichiscus gaussianus là một loài chân đều trong họ Austrarcturellidae. Loài này được Vanhöffen miêu tả khoa học năm 1914.